# Stenoporpia margueritae
Stenoporpia margueritae là một loài bướm đêm trong họ Geometridae.